# إرنا شيلينغ
إرنا شيلينغ (بالألمانية: Erna Schilling) هي عارضة فنية ‏ ألمانية، ولدت في 1884 في برلين في ألمانيا، وتوفيت في 1945 في دافوس في سويسرا.